# Bahapona bahia
Bahapona bahia är en insektsart som beskrevs av Henry Fairfield Osborn 1938. Bahapona bahia ingår i släktet Bahapona och familjen dvärgstritar. Inga underarter finns listade i Catalogue of Life.